# Hungersberg (Sankt Wolfgang)
Hungersberg ist ein Gemeindeteil von St. Wolfgang im oberbayerischen Landkreis Erding.

## Lage
Die Einöde Hungersberg liegt 850 Meter nordwestlich des Rathauses von Sankt Wolfgang.

## Bevölkerungsentwicklung
Um 1871 gab es in Hungersberg vier Einwohner. Im Mai 1987 lebten dort drei Einwohner in einem Wohngebäude.
| Jahr      | 1871 | 1925 | 1950 | 1970 | 1987 |
| Einwohner | 4    | 7    | 5    | 4    | 3    |